# Depalpur (India)
Depalpur (en hindi: देपालपुर ) es una localidad de la India, en el distrito de Indore, estado de Madhya Pradesh.

## Geografía
Se encuentra a una altitud de 535 m s. n. m. a 237 km de la capital estatal, Bhopal, en la zona horaria UTC +5:30.

## Demografía
Según estimación 2010 contaba con una población de 19 274 habitantes.